# Chủ nghĩa nữ quyền hiện sinh

Một phần của loạt bài về Triết học nữ quyền

Chủ nghĩa nữ quyền (feminism) là tập hợp các phong trào nhằm xác định, thiết lập và bảo vệ các quyền bình đẳng về chính trị, kinh tế và xã hội cho phụ nữ.   Chủ nghĩa hiện sinh là một trào lưu triết học và văn hóa cho rằng xuất phát điểm của tư duy triết học phải là từ cá nhân và kinh nghiệm của cá nhân, và rằng tư duy đạo đức và tư duy khoa học kết hợp với nhau không đủ để hiểu hết về sự tồn tại của con người, và do đó, cần thiết phải có tập hợp các phạm trù mới, được chi phối bởi quy chuẩn của tính đích thực (authenticity), để hiểu về sự tồn tại của con người.    (Tính đích thực,  trong bối cảnh của chủ nghĩa hiện sinh, là thừa nhận trách nhiệm của chúng ta với sự tồn tại của mình.)  Triết lý này phân tích các mối quan hệ giữa cá nhân và sự vật, hoặc với các cá nhân khác, và cách họ giới hạn hoặc điều kiện hóa lựa chọn. 
Các nhà nữ quyền theo chủ nghĩa hiện sinh tập trung vào các khái niệm như sự tự do, các mối quan hệ liên cá nhân (interpersonal relationships) và sự trải nghiệm cuộc sống như một cơ thể con người (the experience of living as a human body).  Họ đánh giá cao khả năng của sự thay đổi triệt để, nhưng thừa nhận các yếu tố như sự tự lừa dối (self-deception) và sự lo lắng [hiện sinh .ND] (anxiety) gây bởi khả năng của sự thay đổi có thể hạn chế nó [sự thay đổi triệt để .ND]. Nhiều người tập trung vào việc vạch trần và làm xói mòn các vai trò giới (gender roles) và các kiến tạo văn hóa (cultural constructs) được áp đặt một cách xã hội (socially imposed), những thứ hạn chế sự tự quyết (self-determination) của phụ nữ. Họ chỉ trích cả những nhà nữ quyền hậu cấu trúc, những người phủ nhận tự do nội tại (innate freedom) của cá nhân phụ nữ.  Người phụ nữ đưa ra những lựa chọn được cân nhắc về cách sống của mình và chịu đựng sự lo lắng gắn với sự tự do, sự cô lập hay sự không tuân phục chuẩn mực (nonconformity) đó, nhưng vẫn tự do, cho thấy các nguyên lý của chủ nghĩa hiện sinh.  Các tiểu thuyết của Kate Chopin, Doris Lessing, Joan Didion, Margaret Atwood và Margaret Drabble kể về những nữ anh hùng hiện sinh như vậy.

## Các nhà nữ quyền hiện sinh lớn
Simone de Beauvoir là một nhà hiện sinh nổi tiếng và là một trong những người sáng lập chính của chủ nghĩa nữ quyền làn sóng thứ hai (second-wave feminism) ở Mỹ.  Beauvoir xem xét vai trò hạ cấp (subordinate role) như là "Kẻ Khác" (Other) của phụ nữ, áp đặt sự tuân phục (immanence) một cách gia trưởng vào họ  trong cuốn sách Giới tính hạng hai, mà một số người coi là đỉnh cao của đạo đức hiện sinh của bà.  Cuốn sách mang câu nói nổi tiếng của Beauvoir, "Chúng ta không sinh ra là phụ nữ, mà trở thành phụ nữ" đưa ra điều được biết đến như sự phân biệt giữa giới (gender) và giới tính (sex). Giới tính hạng hai của Beauvoir cung cấp vốn từ vựng để phân tích sự kiến tạo xã hội (social construction) của tính nữ (feminity), và cấu trúc để phê phán những kiến tạo đó, thứ được sử dụng như một công cụ giải phóng bằng cách xem xét cách thức các cấu trúc phụ quyền đã sử dụng sự khác biệt giới tính để tước đoạt quyền tự do nội tại của phụ nữ khỏi cơ thể "có thể làm được" của họ (their "can do" bodies).  Một số người cho rằng Beauvoir còn vươn xa hơn Sartre  mặc dù bà thường bị bỏ qua trong nhiều tác phẩm toàn diện về nữ quyền theo chủ nghĩa hiện sinh.
Jean-Paul Sartre là nhà triết học, nhà hiện sinh và nhà hiện tượng học người Pháp, người đã đóng góp rất nhiều cho chủ nghĩa nữ quyền hiện sinh thông qua các tác phẩm như Phân tâm học hiện sinh (Existential Psychoanalysis).  Trong tác phẩm này, Sartre tuyên bố rằng cá nhân là giao điểm của đồ hình (schemata) phổ quát và ông bác bỏ ý tưởng về cá nhân thuần túy (pure individual). 
Maurice Merleau-Ponty là một triết gia Pháp khác, người đã đóng góp nhiều tác phẩm hiện sinh cho lĩnh vực này. Nhiều nhà lý thuyết sau này, chẳng hạn như Judith Butler, đã chỉ trích các phương pháp của ông, bao gồm cả tư tưởng tình dục của ông.  Các nhà lý thuyết khác bỏ qua ông, coi ông như một "kẻ đạo nhái Sartre". 

## Phê bình

#### Simone de Beauvoir
Một số phê bình của lĩnh vực này là về Beauvoir và đặc biệt là về mô tả của bà về chủ nghĩa nữ quyền hiện sinh. Gwendolyn Dolske phê phán rằng Beauvoir đã không nhất quán trong các tác phẩm của bà, lưu ý rằng phụ nữ trong các tác phẩm hư cấu của Beauvoir đã từ chối các chuẩn mực văn hóa hơn là chinh phục Tính Khác (Otherness) của họ.   Simons thì chỉ trích rằng Beauvoir không có khả năng chuyển đổi các tác phẩm trên lý thuyết của mình thành hành động. 

#### Phê bình chống lại phân biệt giới tính
Tuy nhiên, hầu hết phê bình là về những hạn chế của lĩnh vực này về tổng thể. Margery Collins và Christine Pierce cho rằng chủ nghĩa chống thực chất hạn chế của Sartre đối với quan điểm phân biệt giới tính của ông  mà sau đó Hazel Barnes bác bỏ.  Maryellen MacGuigan chỉ trích quan điểm của Ortega về sự kém cỏi của phụ nữ, tình trạng giới tính của Julia Maria và câu chuyện kể của Frederick Buyendijk về trải nghiệm của phụ nữ. 

#### Mở rộng nghiên cứu về giới tính và chủng tộc
Jo-Ann Pilardi phác thảo về chủ nghĩa khêu gợi của phụ nữ (female eroticism) trong tác phẩm của Beauvoir  và Julien Murphy so sánh ánh nhìn (the gaze) hay cái nhìn (the look) của Sartre với Adrienne Rich.  Nancy Potter sắp xếp trải nghiệm của những người sống sót sau loạn luân của phụ nữ với nỗi sợ hãi (dread) và lo lắng (anxiety) [hiện sinh .ND].  Janice McLane sử dụng Khái niệm về xác thịt của Merleau-Ponty để mô tả việc tự cắt xén (self-mutilation).  Shannon Sullivan chỉ trích cơ thể vô danh (anonymous body) của Merleau-Ponty.  Linda Bell đổi khái niệm về tính đích thực của Sartre từ chủ nghĩa hiện sinh nữ quyền sang đạo đức nữ quyền.  T. Deneane Sharpley-Whiting sử dụng các phân tích của Fanon về chủ nghĩa phân biệt chủng tộc và chủ nghĩa thuộc địa để thảo luận về nữ quyền. 